# Зайда
Зайда (нем. Sayda) — город в Германии, в земле Саксония. Подчинён административному округу Хемниц. Входит в состав района Средняя Саксония. Подчиняется управлению Зайда.  Население составляет 2042 человека (на 31 декабря 2010 года). Занимает площадь 35,17 км². Официальный код  —  14 1 77 380.

## Фотографии

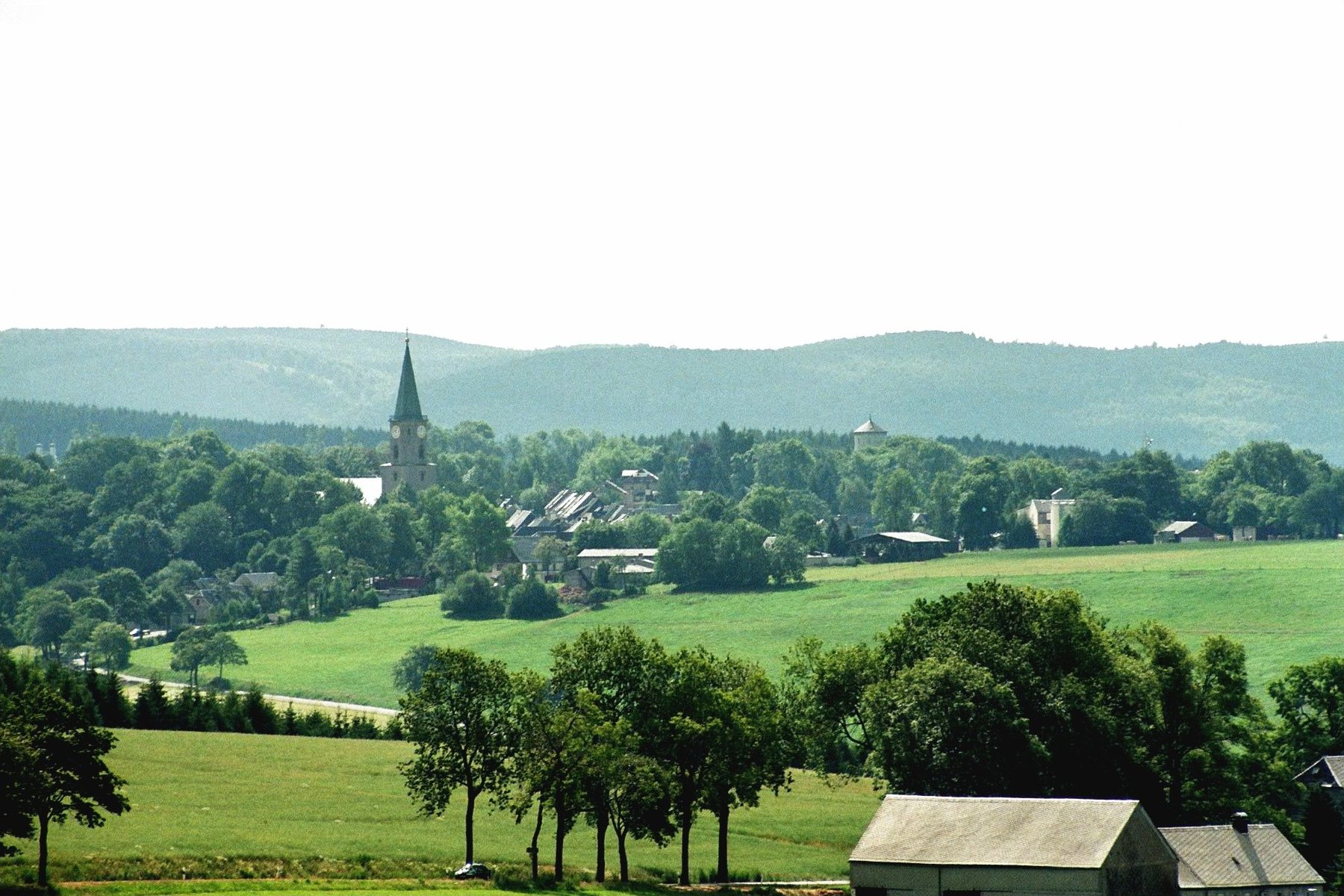
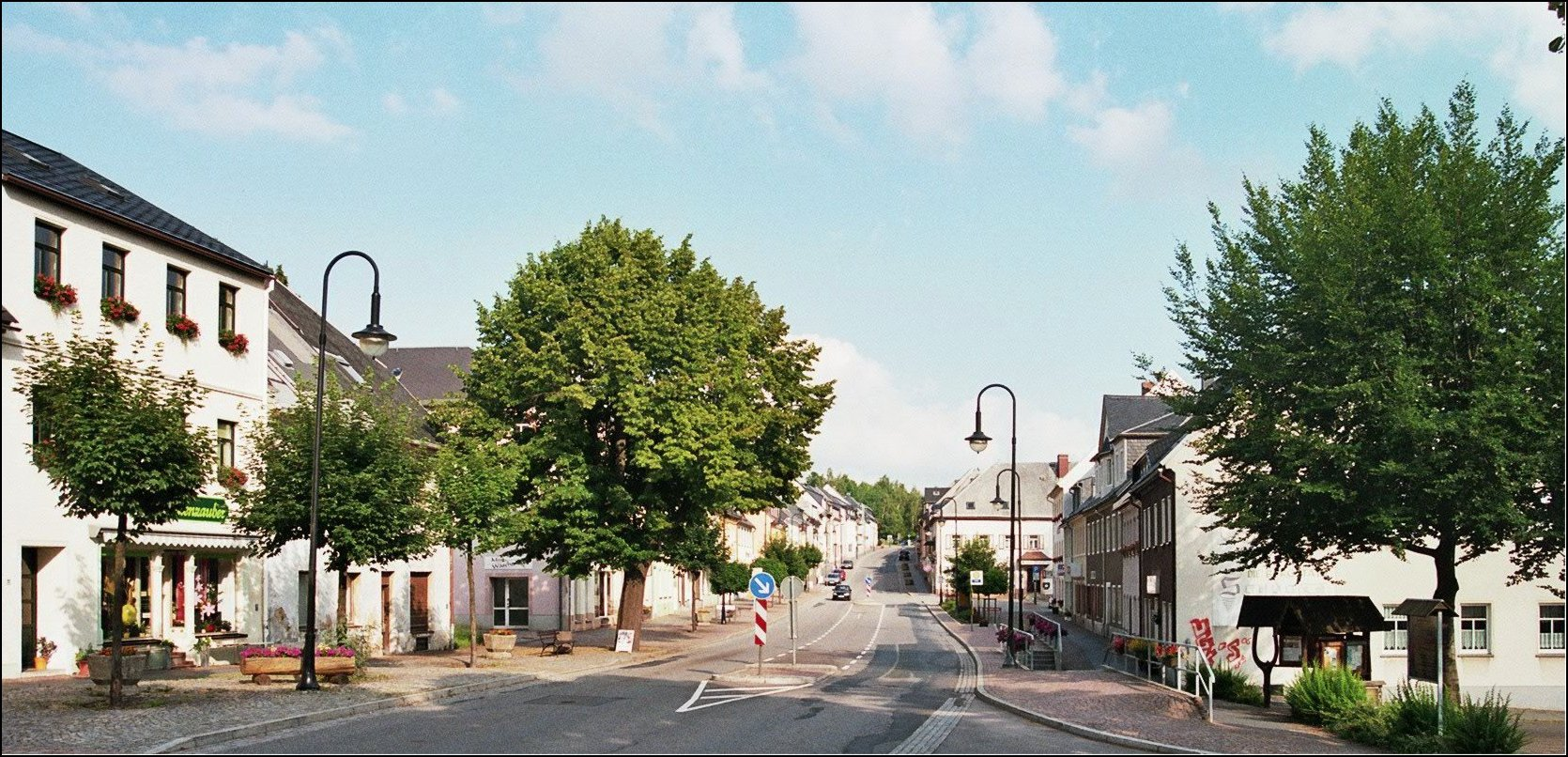
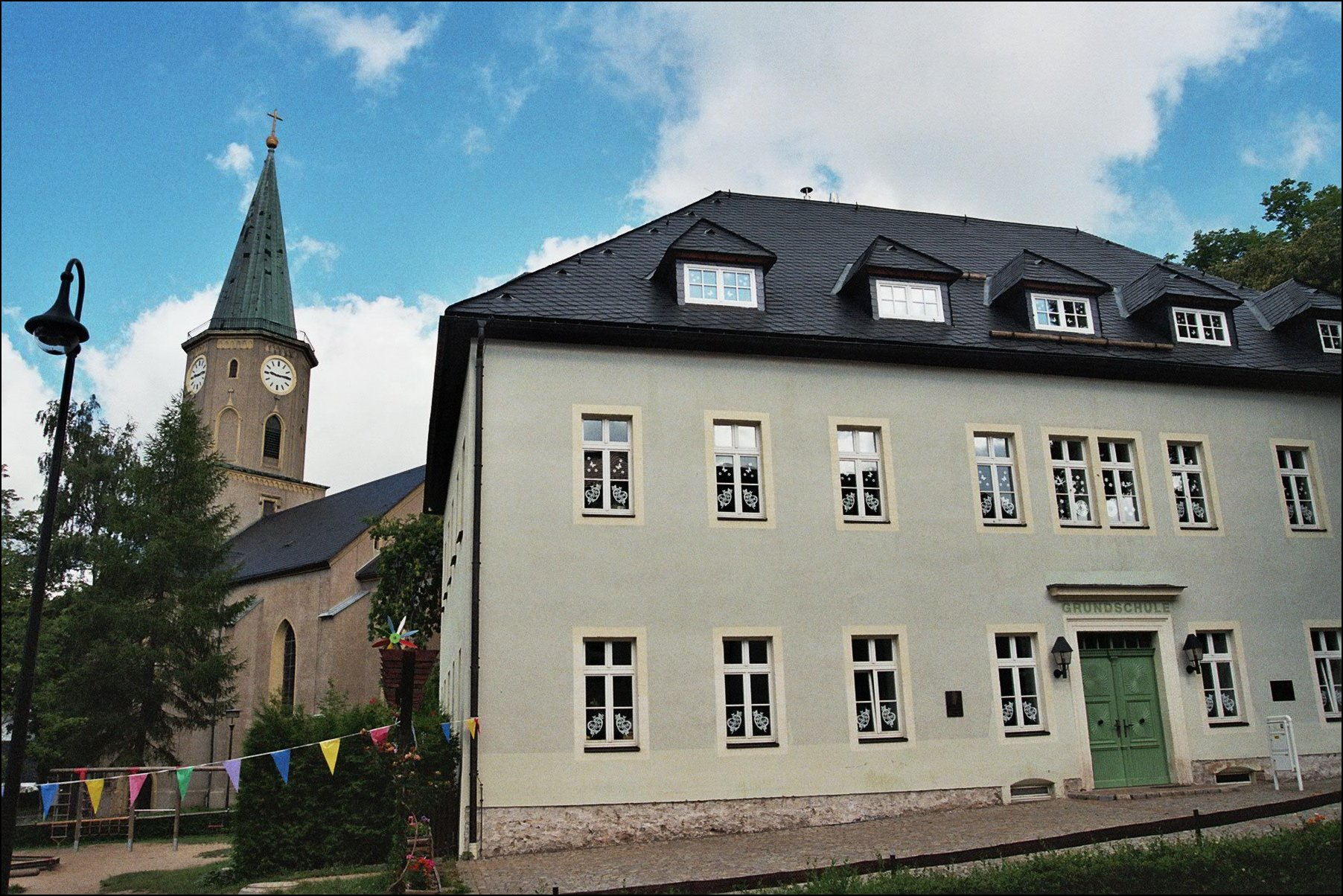
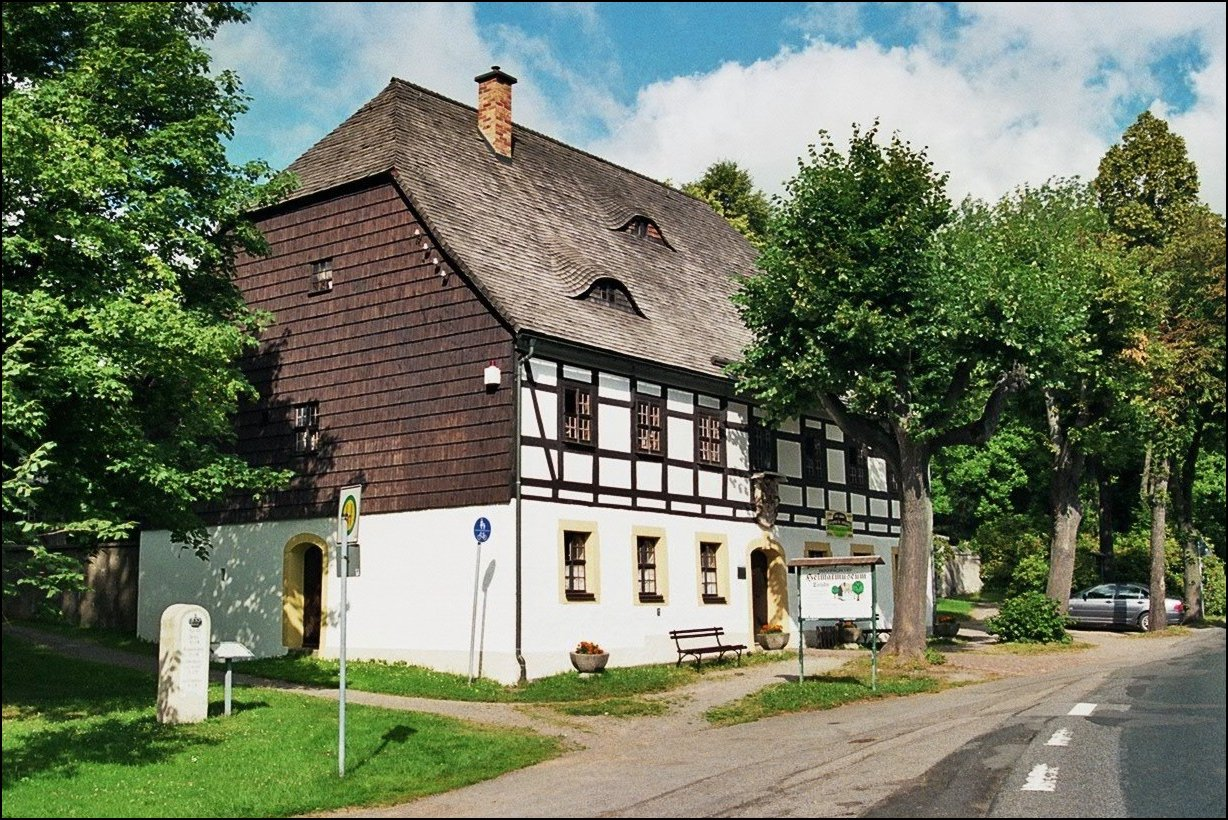